# Minh Phụng
Minh Phụng (tên khai sinh: Ngô Văn Thiệu, 16 tháng 9 năm 1944 – 29 tháng 11 năm 2008) là nghệ sĩ cải lương nổi tiếng, thành danh từ trước năm 1975. Nhờ sở hữu giọng ca truyền cảm và nét đẹp lãng tử, nên ông được mệnh danh là "Hoàng tử sân khấu" của cải lương Việt Nam.

## Cuộc đời và sự nghiệp
Minh Phụng tên thật là Ngô Văn Thiệu, còn tên thường gọi là Nguyễn Văn Hoài, sinh ngày 16 tháng 9 năm 1944 tại Mỹ Tho, xuất thân trong gia đinh nghèo, có 10 anh chị em. Trong đó ông là con thứ 5.

### Trước năm 1975
Khi lên 7 tuổi, hàng ngày ông phải thức dậy từ 4 giờ sáng để phụ giúp mẹ bày hàng ra chợ Mỹ Tho để mẹ bán. Sau những giờ học buổi chiều, ông còn phải đi bán đậu rang, bánh chuối để kiếm thêm thu nhập. Những lúc đi bán bánh, mỗi khi gặp những cuộc đờn ca tài tử trong xóm tổ chức là ông ở lại nghe và đôi khi ông cũng tham gia ca vài bài.
Năm 1961, vì quá đam mê giọng ca của nghệ sĩ Minh Cảnh mà ông tự học hát cải lương qua radio, ѕau đó ông được nghệ nhân Tư Xuân ở Mỹ Tho dạу ca theo nhịp đờn.
Năm 1962, nhân dịp đoàn Tân Đô (của bầu Công Tạo) tập tuồng tại sân khấu đình Điều Hòa, ông được soạn giả Hương Huyền Anh thử giọng ca và giới thiệu để bầu Công Tạo thu nhận ông vô đoàn hát và đặt cho nghệ danh Tân Tiến. Vai diễn đầu tiên của ông là vai Nhà sư trong tuồng Bến tang thương.
Năm 1963, Tân Tiến gia nhập đoàn hát Thanh Phương. Tại đây, ông bỏ nghệ danh Tân Tiến, lấy tên hai đứa cháu của một người bạn là Minh và Phụng để đổi thành nghệ danh Minh Phụng. Ông đã thành công khi thủ vai kép chánh Ai Dũng Phương trong tuồng Bên cầu định mệnh.
Đầu năm 1964, Minh Phụng về hát cho đoàn Bạch Vân - Quốc Việt, nhờ sắc vóc đẹp trai, giọng ca truyền cảm, Minh Phụng được các ký giả kịch trường không tiếc lời khen ngợi. Thời gian này Minh Phụng hát cặp với nghệ sĩ Kiều Tiên (là người vợ của ông sau này). Ông yêu Kiều Tiên vì cô trẻ đẹp, thông minh và là đào chánh của đoàn hát. Tình yêu chỉ mới chớm nở thì Minh Phụng được ông Ba Bản (chủ gánh hát Thủ Đô) mời về cộng tác. Lúc này, ông từ giã Kiều Tiên, về đầu quân cho đoàn Thủ Đô. Giai đoạn này, Minh Phụng vẫn phải làm công việc của người cầm bổn nhắc tuồng trong những suất hát của đoàn. Nhờ đứng trong cánh gà nhắc tuồng, Minh Phụng thuộc được nhiều vai trong các tuồng hát, nắm được kỹ thuật diễn xuất của các diễn viên nên khi có dịp thế tuồng, Minh Phụng đã thể hiện thành công vượt bậc.
Năm 1965, bầu Long (chủ đoàn Kim Chung) nhận thấy Minh Phụng là một kép hát đầy tài năng và có nhiều triển vọng, ông lập tức mời Minh Phụng ký hợp đồng với một số tiền contrat kỷ lục. Khi về đại bang Kim Chung, Minh Phụng hợp cùng Minh Cảnh, Minh Vương tạo thành bộ 3 kép chánh với tên Minh vô cùng ăn khách. Đây cũng là lúc giọng ca chín mùi, nét diễn trở nên sắc sảo, Minh Phụng bắt đầu đón nhận vinh quang của một ngôi sao sân khấu. Tên của ông sánh cùng tên với những cô đào hạng nhất thời bấy giờ như: Út Bạch Lan, Diệu Hiền, Mỹ Châu, Lệ Thủy,...
Trong giai đoạn 1965–1966, Minh Phụng hát cặp cùng Mỹ Châu. Cơ duyên cho sự kết hợp này là khi nghệ sĩ Minh Cảnh – ngôi sao đang hát cặp ăn ý với Mỹ Châu – rời Kim Chung để lập đoàn riêng. Ông bầu Long đã lập tức điều Minh Phụng về đoàn Kim Chung 2 thay thế Minh Cảnh hát cặp với Mỹ Châu. Dù hơn Mỹ Châu 6 tuổi nhưng khi Mỹ Châu đang là cô đào nổi danh thì Minh Phụng mới chớm gầy dựng tên tuổi, chân ướt chân ráo về đại bang Kim Chung ở vị trí kép 3. Không chỉ hỗ trợ, chia sẻ kinh nghiệm trên sàn diễn, Mỹ Châu còn giới thiệu Minh Phụng đi thu đĩa. Bên cạnh giọng ca liêu trai của Mỹ Châu, chất giọng "quá đẹp và lạ" của Minh Phụng lập tức gây ấn tượng với giới mộ điệu cải lương. Với những vở tuồng như Bình rượu nhiệm mầu đến Kiếm sĩ dơi, Tâm sự loài chim biển, Khi rừng mới sang thu, Băng Tuyền nữ chúa,... liên danh Minh Phụng – Mỹ Châu thật sự bùng nổ. Họ sánh vai nhau qua nhiều cung bậc yêu thương của những đôi tình nhân lãng tử, giàu nghĩa hiệp trên sân khấu cải lương.
Năm 1970, Minh Phụng chuyển sang đoàn Kim Chung 5 hát cặp với Lệ Thủy. Sự kết hợp của hai giọng ca cao vút, hai gương mặt "sáng trưng" và hai nét diễn duyên dáng đã lập tức tạo hiệu ứng. Từ Nhất kiếm bá vương, nối tiếp là Kẻ bên trời, Người trai sa mạc, Kiếp nào có yêu nhau, Xin một lần yêu nhau, Máu nhuộm sân chùa, Tây Thi - Gái nước Việt,... Báo chí kịch trường đã gọi Minh Phụng – Lệ Thủy là "Cặp bão biển đang dâng cao" đối trọng với "Cặp sóng thần" Hùng Cường - Bạch Tuyết của đoàn Dạ Lý Hương.
Vào những năm thập niên 70, Minh Phụng còn là nghệ sĩ độc quyền của Hãng Dĩa Việt Nam, ngoài các tuồng đã hát trên sân khấu Kim Chung được thu vào băng đĩa, Minh Phụng còn thâu thanh vọng cổ ca độc chiếc, tân cổ giao duyên ca chung với Mỹ Châu, Lệ Thủy, Phượng Liên, Diệu Hiền, Út Bạch Lan. Các dĩa vọng cổ của Minh Phụng có một thời gian dài được khán thính giả vô cùng yêu thích, được Hãng Dĩa Việt Nam tái xuất bản nhiều lần. Có thể kể đến các bài vọng cổ như: Trả lại thời gian, Nước mắt quê hương, Đêm tiền đồn, Thư cho vợ hiền, Bông cỏ mây, Đừng nói xa nhau, Mai lỡ hai mình xa nhau, Nhớ nhau hoài,...

### Sau năm 1975
Sau năm 1975, Minh Phụng làm trưởng đoàn Tiếng hát quê hương của tỉnh Bến Tre.
Đến năm 1976, Minh Phụng về làm kép chánh của gánh hát Hương Mùa Thu và nổi tiếng qua các vở như: Gánh cỏ sông Hàn, Con cò trắng, Lửa phi trường,...
Năm 1994, ông lập lại đoàn hát Hương Mùa Thu với thành phần diễn viên như: Minh Phụng, Linh Cảnh, Kiều Tiên, Bảo Ngọc, Ngọc Cẩm Thúy, Vương Bình, Thanh Phú, Điền Tử Lang, Thanh Thủy, Ngọc Ánh, Diệu Thanh, hề Giang Tâm. Đoàn Hương Mùa Thu của Minh Phụng diễn ở tỉnh Minh Hải (Cà Mau) và các tỉnh lân cận khác. Sau đó, Minh Phụng đổi tên Hương Mùa Thu thành đoàn Tiếng Chuông Vàng Minh Phụng. Từ năm 1996 trở về sau, các gánh hát thua lỗ, Đoàn Tiếng Chuông Vàng Minh Phụng cầm cự, kéo dài đến qua năm 2000, rồi ngưng hát. Nghệ sĩ Minh Phụng đã thua lỗ khá nhiều cho đoàn hát.
Sau lần phẫu thuật tim vào năm 2005, cùng với điều trị suy thận và hoại tử chân kéo dài, sức khỏe Minh Phụng suy yếu dần. Đầu tháng 11 năm 2008, ông vẫn cố gắng xuất hiện trong liveshow của nghệ sĩ Ngọc Đáng tổ chức tại rạp Hưng Đạo. Đó là lần đứng trên sân khấu cuối cùng của ông.

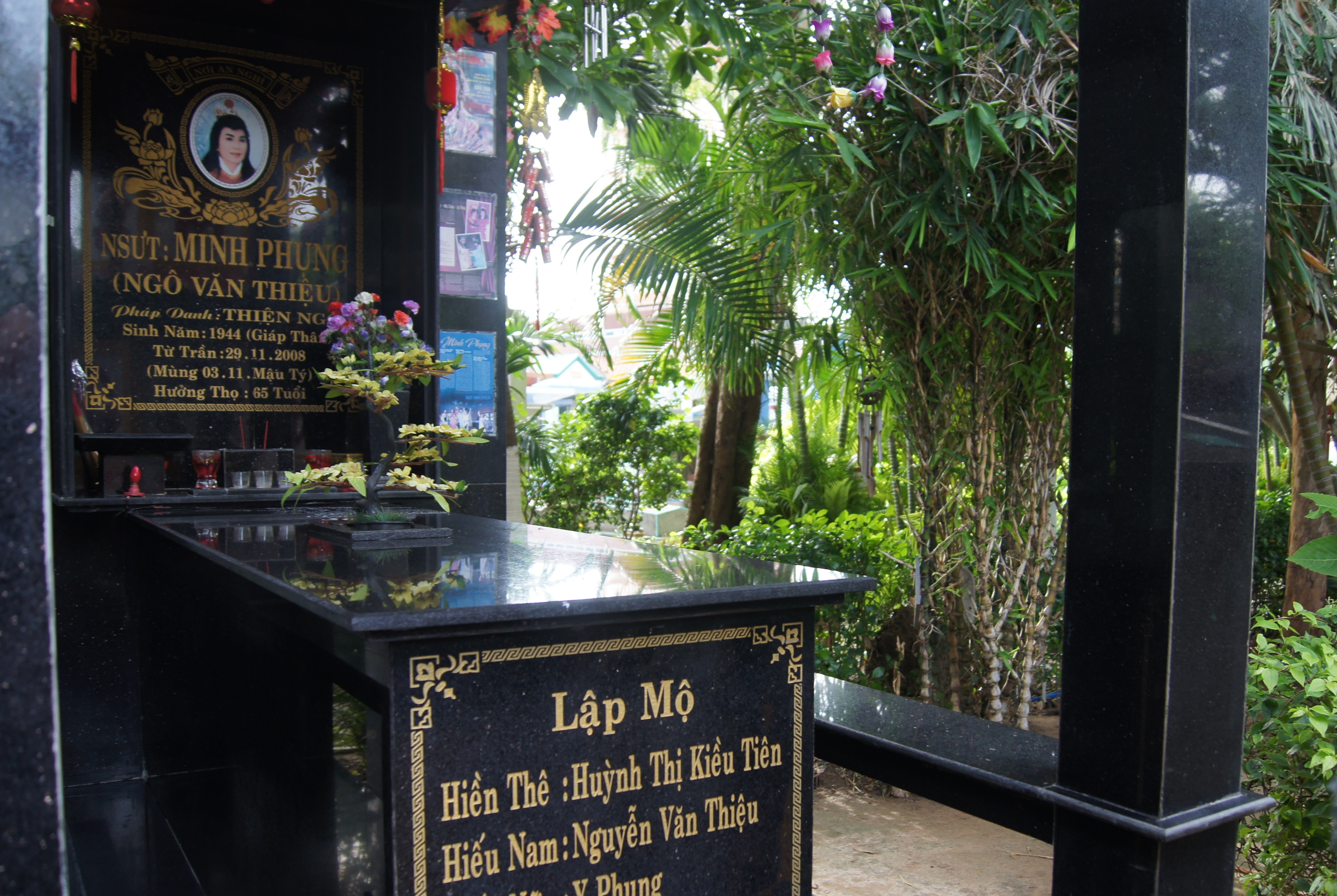
Phần mộ NSƯT Minh Phụng.

Hơn 50 năm gắn bó với sân khấu cải lương, trong giai đoạn hưng thịnh nhất của bộ môn nghệ thuật này, Minh Phụng đã đi vào lòng khán giả mộ điệu với hình ảnh một kép đẹp, có giọng hát đặc trưng với thanh âm cao, ngọt ngào và sâu lắng. Nhiều vở diễn có sự góp mặt của ông và do ông thể hiện đã đi sâu vào lòng khán giả như: Bóng hồng sa mạc (vai Thái tử Phi Sơn), Tâm sự loài chim biển (vai Áo Vũ Cơ Hàn), Xin một lần yêu nhau (vai Âu Thiên Vũ), Kiếp nào có yêu nhau (vai Mộ Dung Thạch),...
Ông qua đời ngày 29 tháng 11 năm 2008 và được an táng tại chùa Nghệ Sĩ, Thành phố Hồ Chí Minh.

## Các vai diễn nổi bật

### Cải lương
| Tên                                            | Tác giả                             | Vai                   |
| ---------------------------------------------- | ----------------------------------- | --------------------- |
| Bão biển                                       | Yên Lang – Nguyên Thảo              | Hoàng Kiếm Phi        |
| Bão cát                                        | Yên Lang                            | Lã Bình Sơn           |
| Băng Tuyền nữ chúa (Bích Hoa Vương)            | Yên Lang                            | Đoàn Tất Linh         |
| Băng Tuyền nữ chúa (Bích Hoa Vương)            | Yên Lang                            | Đoàn Vũ Chân          |
| Bảy con yêu nhền nhện                          | NSND Viễn Châu                      | Đường Tam Tạng        |
| Bơ vơ                                          | Hoàng Thị Nguyệt – Thái Thụy Phong  | Trọng                 |
| Bóng hồng sa mạc                               | Trần Hà – Hà Triều                  | A Li Khan             |
| Bóng hồng sa mạc                               | Trần Hà – Hà Triều                  | Thái tử Phi Sơn       |
| Cây sầu riêng trổ bông                         | Hoài Linh – Thiếu Linh              | Trung úy Ngọc         |
| Chiếc quạt trầm hương                          | NSND Viễn Châu                      | Lư Sinh               |
| Chiều đông gió lạnh về                         | Hà Triều – Hoa Phượng               | Kha Minh              |
| Cho trọn cuộc tình                             | Yên Lang                            | Thành                 |
| Dốc sương mù                                   | Nguyên Thảo                         | Thái điền Thứ Lang    |
| Đợi anh mùa lá rụng                            | Hà Triều – Hoa Phượng               | Nại Lương             |
| Đường lên xứ Thái                              | Mộc Linh                            | Tứ Lang               |
| Giấc mộng đêm xuân                             | Phi Hùng – Nhị Kiều – Mộc Linh      | Tuấn                  |
| Gió giao mùa                                   | Ngọc Điệp                           | Cổ Gia Trường         |
| Giọt máu quân vương                            | NSND Viễn Châu                      | Hà Thiên Bảo          |
| Hẹn một mùa xuân                               | Trần Hà                             | Hoàng tử              |
| Hội chọn chồng                                 | Phi Long                            | Khắc Nhựt             |
| Hòn vọng phu                                   | Mộc Linh                            | Vinh                  |
| Khi rừng mới sang thu                          | Quy Sắc – Loan Thảo                 | Hoàng Phi Hải         |
| Kiếm sĩ dơi                                    | Yên Trang – Mai Bình                | Tân Xuyên             |
| Kiếp nào có yêu nhau                           | Nguyên Thảo – Hạnh Trung            | Mộ Dung Thạch         |
| Lấy chồng xứ lạ                                | Hoàng Khâm                          | Tâm                   |
| Mã Siêu báo phụ thù                            | NSND Thanh Tòng                     | Đổng Thừa             |
| Manh áo quê nghèo                              | Yên Lang                            | Hoàng tử              |
| Mắt em là bể oan cừu                           | Văn An                              | Mã Khắc Sinh          |
| Máu nhuộm sân chùa (Pháo hồng tiễn bước em đi) | Yên Lang                            | Trần Tự Tâm           |
| Mùa thu lá bay                                 | Nhị Kiều                            | Mẫn Vân Lâu           |
| Mùa thu trên Bạch Mã Sơn                       | Yên Lang                            | Vương Hồ Vũ           |
| Mùa xuân ngủ trong đêm                         | Nguyên Thảo – Vân Hà                | Vũ Trường Giang       |
| Người gọi đò bên sông                          | Yên Lang – Mộc Linh                 | Dã Trường             |
| Người phu khiêng kiệu cưới                     | Yên Lang – Nguyên Thảo              | Giang Châu Vĩnh Hạ    |
| Người tình trên chiến trận                     | Mộc Linh – Nguyên Thảo              | Cổ Thạch Xuyên        |
| Nhạn về xóm liễu                               | Ngọc Điệp – Yên Hà                  | Chu Sơn Kiệt          |
| Nhất kiếm bá vương                             | Yên Lang                            | Cam Trường Hận        |
| Nụ cười trong mắt em                           | Yên Hà                              | Thế Phương            |
| Quán khuya sầu viễn khách                      | Yên Lang – Hồng Diệp                | Vũ Huyền Phương       |
| Ru em vào mộng (Hành khất đại hiệp)            | Loan Thảo                           | Trương Hoài Phong     |
| San Hậu                                        | Đào Tấn (kịch bản) – NSND Viễn Châu | Đổng Kim Lân          |
| San Hậu                                        | Đào Tấn (kịch bản) – Quy Sắc        | Khương Linh Tá        |
| Sở Vân cưới vợ                                 | Hoàng Loan                          | Lý Quảng              |
| Tấm Cám                                        | Huy Tường                           | Hoàng tử              |
| Tâm sự ca nhi                                  | NSND Viễn Châu                      | Thái tử Lý Thiên Bình |
| Tâm sự loài chim biển (Áo Vũ Cơ Hàn)           | Yên Lang – Nguyên Thảo              | Áo Vũ Cơ Hàn          |
| Tây Thi gái nước Việt                          | Yên Lang                            | Ngô Phù Sai           |
| Thằng điên vùng bến Hạ                         | Yên Lang                            | Nhật Kiếm Bình        |
| Thiên hạ đệ nhất kiếm                          | Mộc Linh                            | Gia Cát Bảo           |
| Tiêu Anh Phụng                                 | Hoàng Loan                          | Hoàng tử              |
| Tình cô gái Huế (Số đỏ)                        | Quy Sắc                             | Lưu                   |
| Tình hận trên Băng Hồ                          | Yên Lang                            | Mộ Dung Chinh         |
| Tôn Tẫn hạ san                                 | Trương Vũ                           | Tôn Tẫn               |
| Trăng rụng bến Từ Châu                         | Nhị Kiều – Anh Tuyến                | Lý Du Tiên            |
| Trường tương tư                                | Hoa Phượng – Thế Châu               | Bạch Ngọc Hồ          |
| Viên ngọc giải oan                             | Viên Hoàng                          | Nguyên vương          |
| Võ Tòng sát tẩu                                | NSND Viễn Châu                      | Võ Đại Lang           |
| Xin một lần yêu nhau                           | Nguyên Thảo                         | Âu Thiên Vũ           |

### Ca cảnh, chặp cải lương
| Tên                       | Tác giả                           | Vai                  |
| ------------------------- | --------------------------------- | -------------------- |
| Chiếc áo mùa đông         | NSND Viễn Châu – Thể Hà Vân       | Tiết Nhân Quý        |
| Tiết Giao đoạt ngọc       | NSND Viễn Châu – Thể Hà Vân       | Tiết Giao            |
| Bá Nha – Tử Kỳ            | NSND Viễn Châu                    | Bá Nha               |
| Bông ô môi                | NSND Viễn Châu                    | Hòa                  |
| Cô gái bán sầu riêng      | NSND Viễn Châu                    | Người đàn hát dạo    |
| Dập tắt lửa lòng          | NSND Viễn Châu                    | Minh                 |
| Giấc mơ tiên              | NSND Viễn Châu                    | Lưu Thần             |
| Hương sen quê ngoại       | NSND Viễn Châu                    | Tư                   |
| Kẻ bên trời               | Yên Lang – Thiên Lý               | Lữ Sơn Tùng          |
| Lá trầu xanh              | NSND Viễn Châu                    | Dũng                 |
| Mộ chồng ngọn cỏ còn xanh | NSND Viễn Châu                    | Học trò của Trang tử |
| Mối tình quê              | NSND Viễn Châu                    | Nhân                 |
| Ngọc thủy chung           | NSND Viễn Châu                    | Hoàng tử             |
| Phụng Kiều – Lý Đáng      | NSND Viễn Châu                    | Lý Đáng              |
| Phụng Nghi Đình           | NSND Viễn Châu                    | Lữ Bố                |
| Từ Hải biệt Thúy Kiều     | NSND Viễn Châu                    | Từ Hải               |
| Trái sầu riêng            | NSND Viễn Châu                    | Trọng                |
| Vú sữa đầu mùa            | NSND Viễn Châu                    | Minh                 |
| Liên khúc Nghèo           | Hoàng Song Việt                   |                      |
| Lời ru – Mùa thu lá bay   | Lê Duy Hạnh – Nguyễn Thị Khánh An |                      |
| Tạ ơn đời, tạ ơn người    | Hoàng Song Việt                   |                      |

## Các bài tân cổ, vọng cổ

### Tân cổ
| Tên                         | Tác giả                            | Tác giả             | Hát với             |
| Tên                         | Tân nhạc                           | Cổ nhạc             | Hát với             |
| --------------------------- | ---------------------------------- | ------------------- | ------------------- |
| Võ Đông Sơ                  | NSND Viễn Châu                     | NSND Viễn Châu      | Đơn ca              |
| Một ngày gần đây            | Trần Thiện Thanh                   | NSND Viễn Châu      | Đơn ca              |
| Thương hận                  | Tú Nhi (Chế Linh)                  | Loan Thảo           | Đơn ca              |
| Thương về miền Trung        | Duy Khánh                          | NSND Viễn Châu      | Đơn ca              |
| Có bao giờ                  | Đài Phương Trang                   | Xuyên Vân Tử        | NSƯT Thanh Nga      |
| Khi đã yêu                  | Phượng Linh                        | Đông Phương Tử      | NSƯT Thanh Nga      |
| Giọt buồn quê hương         | Hoàng Trang – Ngọc Sơn             | Thu An              | NSƯT Ngọc Hương     |
| Một lần dang dở             | Phạm Vũ – Anh Tứ                   | Thu An              | NSƯT Ngọc Hương     |
| Sao anh nỡ đành quên        | Tô Thanh Tùng                      | Xuyên Vân Tử        | NSƯT Ngọc Hương     |
| Tan rồi em ơi               | Mạnh Giác                          | Thu An              | NSƯT Ngọc Hương     |
| Chân trời tím               | Trần Thiện Thanh – Nguyễn Văn Hạnh | NSND Viễn Châu      | NSND Ngọc Giàu      |
| Đêm Thánh huy hoàng         | Nguyễn Văn Đông                    | Xuyên Vân Tử        | NSND Ngọc Giàu      |
| Đêm nhớ người tình          | Đài Phương Trang                   | NSND Viễn Châu      | NSND Bạch Tuyết     |
| Trót dại                    | Lê Kim Khánh – Tuấn Hải            | NSND Viễn Châu      | NSND Bạch Tuyết     |
| Chuyến đi về sáng           | Mạnh Phát                          | Loan Thảo           | Phượng Liên         |
| Chuyện một chiếc cầu đã gãy | Trầm Tử Thiêng                     | Thế Châu            | Phượng Liên         |
| Đêm tâm sự                  | Trúc Phương                        | NSND Viễn Châu      | Phượng Liên         |
| Khung trời kỷ niệm          | Chế Linh                           | Loan Thảo           | Phượng Liên         |
| Người bạn tình xưa          | Anh Việt Thu                       | Loan Thảo           | Phượng Liên         |
| Nhớ nhau hoài               | Anh Việt Thu – Thiên Hà            | Loan Thảo           | Phượng Liên         |
| Nửa đêm ngoài phố           | Trúc Phương                        | Loan Thảo           | Phượng Liên         |
| Nước mắt quê hương          | Châu Kỳ                            | Thế Châu            | Phượng Liên         |
| Phận bạc                    | Dzoãn Bình                         | Yên Ba              | Phượng Liên         |
| Rồi hai mươi năm sau        | Trầm Tử Thiêng                     | Yên Trang           | Phượng Liên         |
| Vòng tay nào cho em         | Hoàng Lê Vũ                        | Loan Thảo           | Phượng Liên         |
| Nước cuốn hoa trôi          | Hồng Vân                           | Xuyên Vân Tử        | Ngọc Bích           |
| Vì sao chưa nói             | Trần Quý                           | Xuyên Vân Tử        | Ngọc Bích           |
| Tình nghèo có nhau          | Đài Phương Trang                   | NSND Viễn Châu      | Diệu Nga            |
| Cảm ơn                      | Ngân Khánh (Nhật Ngân)             | Loan Thảo           | NSND Lệ Thủy        |
| Đêm tiền đồn                | Lam Phương                         | Loan Thảo           | NSND Lệ Thủy        |
| Đêm trao kỷ niệm            | Hùng Cường                         | Loan Thảo           | NSND Lệ Thủy        |
| Mai lỡ hai mình xa nhau     | Tú Nhi (Chế Linh)                  | Yên Trang           | NSND Lệ Thủy        |
| Mưa trên phố Huế            | Minh Kỳ – Tôn Nữ Thụy Khương       | NSND Viễn Châu      | NSND Lệ Thủy        |
| Ngày buồn                   | Lam Phương                         | Thế Châu            | NSND Lệ Thủy        |
| Người giãi bày tâm sự       | Trúc Phương                        | Thế Châu            | NSND Lệ Thủy        |
| Những chuyện tình mong manh | Mai Văn Hiền                       | Thế Châu            | NSND Lệ Thủy        |
| Tháng đợi năm chờ           | Lê Văn Thiên                       | NSND Viễn Châu      | NSND Lệ Thủy        |
| Trên dòng sông Hậu          | Trần Thiện Thanh                   | Huyền Nhung         | NSND Lệ Thủy        |
| Bông cỏ may                 | Trúc Phương                        | Loan Thảo           | NSƯT Mỹ Châu        |
| Đôi lời tâm sự              | Thanh Hằng                         | Loan Thảo           | NSƯT Mỹ Châu        |
| Đừng nói xa nhau            | Châu Kỳ                            | Loan Thảo           | NSƯT Mỹ Châu        |
| Em có buồn không em         | Thu Hồ                             | NSND Viễn Châu      | NSƯT Mỹ Châu        |
| Giận hờn                    | Chưa rõ                            | Chưa rõ             | NSƯT Mỹ Châu        |
| Mưa ngâu dứt hạt            | Phạm Duy                           | Tuấn Khanh          | NSƯT Mỹ Châu        |
| Thói đời                    | Trúc Phương                        | Loan Thảo           | NSƯT Mỹ Châu        |
| Thư cho vợ hiền             | Song Ngọc                          | Loan Thảo           | NSƯT Mỹ Châu        |
| Xin gọi nhau là cố nhân     | Hàn Sinh (Song Ngọc)               | Chưa rõ             | NSND Thanh Kim Huệ  |
| Tình đời tay trắng          | Đài Phương Trang                   | NSND Viễn Châu      | Kiều Tiên           |
| Trăm nhớ ngàn thương        | Lam Phương                         | Loan Thảo           | Kiều Tiên           |
| Rừng xuân                   | Hoàng Trung                        | Hoàng Trung         | Tô Kim Ngọc         |
| Bảy ngày đợi mong           | Trần Thiện Thanh                   | NSND Viễn Châu      | Hương Lan, Thanh Vũ |
| Anh về với em               | Trần Thiện Thanh                   | NSND Viễn Châu      | Hương Lan           |
| Chôn vùi tâm sự             | Giao Tiên                          | Yên Ba              | Hương Lan           |
| Đoạn tuyệt                  | Tuấn Hải                           | NSND Viễn Châu      | Hương Lan           |
| Nỗi buồn hoa phượng         | Thanh Sơn                          | NSND Viễn Châu      | Hương Lan           |
| Thương muộn                 | Phượng Linh (Nguyễn Văn Đông)      | Chưa rõ             | Hương Lan           |
| Trả lại thời gian           | Thanh Sơn                          | Loan Thảo           | Hương Lan           |
| Mưa ngâu dứt hạt            | Chưa rõ                            | Chưa rõ             | NSƯT Phượng Hằng    |
| Trường cũ tình xưa          | Duy Khánh                          | Quế Chi (Loan Thảo) | Y Phụng             |
| Ai hỏi tên anh              | Minh Kỳ – Dạ Cầm                   | NSND Viễn Châu      | Trang Mỹ Dung       |

### Vọng cổ
| Tên                          | Tác giả        | Hát với            |
| ---------------------------- | -------------- | ------------------ |
| Em là cô gái trời cho đẹp    | NSND Viễn Châu | NSND Ngọc Giàu     |
| Người phu xích lô đạp        | Văn Giai       | NSND Bạch Tuyết    |
| Tà áo tím                    | Kỳ Châu        | NSND Lệ Thủy       |
| Tu là cội phúc               | NSND Viễn Châu | NSND Minh Vương    |
| Gặp em trong quán nhỏ        | NSND Viễn Châu | NSƯT Mỹ Châu       |
| Làng xưa xa bóng mẹ          | Văn Giai       | NSƯT Mỹ Châu       |
| Nấu bánh đêm xuân            | Quy Sắc        | NSND Thanh Kim Huệ |
| Tiếng đàn đá, tiếng mùa xuân | Đằng Giao      | Kiều Tiên          |
| Nói với mùa xuân             | Chưa rõ        | Kim Anh            |
| Tương phùng nơi đất khách    | Yên Lang       | Y Phụng            |
| Tần Quỳnh khóc bạn           | NSND Viễn Châu | Đơn ca             |
| Tháng đợi năm chờ            | NSND Viễn Châu | Đơn ca             |
| Tình phụ tử                  | Quy Sắc        | Đơn ca             |
| Trên đường lưu diễn          | NSND Viễn Châu | Đơn ca             |
| Trường hận                   | NSND Viễn Châu | Đơn ca             |
| Võ Đông Sơ                   | NSND Viễn Châu | Đơn ca             |

### Trung tâm Asia
| STT | Tiết mục                             | Thể hiện với | Chương trình | Năm  |
| --- | ------------------------------------ | ------------ | ------------ | ---- |
| 1   | Cô Gái Bán Sầu Riêng (Viễn Châu)     | Y Phụng      | Asia 55      | 2007 |
| 2   | Võ Đông Sơ - Bạch Thu Hà (Viễn Châu) | đơn ca       | Asia 56      | 2007 |

## Gia đình
Ông sống chung với nghệ sĩ Diệu Huê lúc ở đoàn Kim Chung và có ba người con, trong đó có con gái là nghệ sĩ Tiểu Phụng. Đến năm 1976, cả hai chia tay.
Năm 1977, khi hát cho đoàn Hương Mùa Thu, ông kết hôn với nghệ sĩ Kiều Tiên và có hai người con, trong đó có con gái là nghệ sĩ Y Phụng.
Năm 2005, ông đăng báo từ con đối với Tiểu Phụng vì cho rằng Tiểu Phụng lợi dụng lúc ông bị bệnh nặng đã liên lạc với bạn bè, người thân và người ái mộ ông ở bên Mỹ để quyên góp tiền, quà.